# Mischocyttarus saussurei
Mischocyttarus saussurei är en getingart som beskrevs av Zikan 1949. Mischocyttarus saussurei ingår i släktet Mischocyttarus och familjen getingar. Inga underarter finns listade i Catalogue of Life.